# Ennio Stacchetti
Ennio Stacchetti (* vor 1977) ist ein chilenischer Mathematiker, Informatiker und Wirtschaftswissenschaftler. Er machte sich insbesondere mit der rekursiven Darstellung dynamischer Spiele mit versteckten Aktionen und Zuständen im Bereich der Spieltheorie einen Namen.

## Leben
Stacchetti beendete 1977 sein Studium der Mathematik an der Universidad de Chile. Anschließend verließ er sein Heimatland und ging in die Vereinigten Staaten. An der University of Wisconsin studierte er Informatik. 1980 machte er den Abschluss als Master of Science, drei Jahre später graduierte er als Ph.D.
1984 ging Stacchetti als Assistant Professor an die Stanford University, wo er in der Abteilung für computergestützte Wirtschaftsforschung arbeitete. 1992 wechselte er als Assistant Professor an die University of Michigan, zwei Jahre später wurde er Associate Professor. 1996 berief ihn die Universität zum ordentlichen Professor. 2002 folgte er einem Ruf der New York University und schloss sich als Professor der dortigen Wirtschaftswissenschaftsfakultät an.
Stacchettis Hauptinteressengebiete liegen in der Wirtschaftstheorie, der Entscheidungstheorie und der Spieltheorie. Gemeinsam mit Dilip Abreu und David W. Pearce erarbeitete er ein spieltheoretisches Modell für teilspielperfekte Ansätze. Insbesondere zeigten die Wissenschaftler unter Anwendung der dynamischen Programmierung, dass sich Lösungen von Spielen mit einem unendlichen Zeithorizont rekursiv durch einen Algorithmus darstellen und somit einfacher berechnen lassen. Angewendet auf die betriebswirtschaftliche Realität, lässt sich mit diesem mathematischen Modell die Entscheidungsfunktion einer Firma in Abhängigkeit von den Preisen der Vorperioden und den eigenen Produktionsmengen aufstellen, sofern für die Vorperioden lediglich die Preise der Konkurrenten, nicht aber deren Mengen beobachtbar sind. Damit wäre diese Situation als Spiel mit imperfekter Information aufzufassen, das von diesem Ansatz abgedeckt wird.
Seit 2001 ist Stacchetti Fellow der Econometric Society.